# Canton de Saint-Étienne-Sud-Est-3
Le canton de Saint-Étienne-Sud-Est-3 est une ancienne division administrative française située dans le département de la Loire et la région Rhône-Alpes.

## Représentation
| Période | Période          | Identité            | Étiquette       | Qualité |
| ------- | ---------------- | ------------------- | --------------- | --- |
| 1973    | 1985             | François Dubanchet  | CD puis UDF-CDS | Directeur de la Chambre d'Agriculture de la Loire Sénateur (1974-1983) Maire de Saint-Victor-sur-Loire (1965-1971) 1er adjoint au Maire de Saint-Étienne (1971-1977) Maire de Saint-Étienne (1983-1994)      |
| 1985    | 1998             | Michel Thiollière   | UDF-RAD         | Professeur d'anglais Maire de Saint-Étienne de 1994 à 2008 Président de la Communauté d'Agglomération Saint-Étienne-Métropole (1995-2008) Vice-Président du Conseil Général (1992-1998) Sénateur (2001-2010) |
| 1998    | 2007 (démission) | Jean-Louis Gagnaire | PS              | Enseignant Vice-Président du Conseil régional de Rhône-Alpes Député (2007-2012) |
| 2007    | 2011             | Jean-Jacques Rey    | PR              | Chef d'entreprise Conseiller municipal de Saint-Étienne |
| 2011    | 2015             | Florent Pigeon      | PS              | Professeur des Universités, Président Université Jean Monnet (élu en 2021), Physicien Adjoint au maire de Saint-Étienne (2008-2014)                                                                          |

## Composition
Le canton de Saint-Étienne-Sud-Est-3 se composait d’une fraction de la commune de Saint-Étienne. Il comptait 21 306 habitants (population municipale) au 1er janvier 2012.
| Nom                       | Code Insee | Intercommunalité        | Population (dernière pop. légale)                |
| ------------------------- | ---------- | ----------------------- | ------------------------------------------------ |
| Saint-Étienne (chef-lieu) | 42218      | Saint-Étienne Métropole | Fraction : 21 306(2012) Commune : 170 761 (2014) |

## Démographie
| 1962 | 1968 | 1975 | 1982 | 1990 | 1999 | 2009 |
| ---- | ---- | ---- | ---- | ---- | ---- | ---- |
| -    | -    | -    | -    | -    | -    | -    |